# خو دونگشیانگ
خو دونگشیانگ (انگلیسی: Xu Dongxiang؛ زادهٔ ۱۵ ژانویهٔ ۱۹۸۳) قایقران روئینگ اهل چین است.